# Eochroa trimeni
Eochroa trimeni är en fjärilsart som beskrevs av Felder 1874. Eochroa trimeni ingår i släktet Eochroa och familjen påfågelsspinnare. Inga underarter finns listade i Catalogue of Life.